# Бабуров, Геннадий Сергеевич
Генна́дий Серге́евич Бабу́ров (1940—2012) — советский и российский художник телевидения, кино и театра, станковый живописец, педагог.

## Образование
- Московское художественно-ремесленное училище № 1 (окончил в 1959)
- Курсы художников-декораторов Центрального телевидения Гостелерадио СССР (1968—1969)
- Высшие курсы при Университете телевидения и радиовещания (окончил в 1985)

## Биография
Сирота, в раннем детстве пережил блокаду Ленинграда. Вся семья погибла во время Второй мировой войны, мать умерла от голода во время ленинградской блокады. В 1947 году был усыновлён семьёй В. И. Ариста и Б. Л. Шапоринской, потерявшей своего единственного ребёнка в начале войны в пионерском лагере на Украине, и переехал к новой семье в Москву.
После окончания Московского художественно-ремесленного училища № 1 служил в Советской Армии, где занимался выпуском стенгазет и оформлением мероприятий.
После возвращения из армии поступил в зубоврачебное училище, по окончании которого получил специальность зубного врача и занялся врачебной практикой. В свободное время продолжал заниматься рисованием и аппликацией.
В 1969 году окончил курсы художников-декораторов Центрального телевидения Гостелерадио СССР и до 1987 года работал на Центральном телевидении художником-декоратором.
Принимал участие в работе над телевизионными передачами и телевизионными фильмами «Что? Где? Когда?», «Следствие ведут знатоки», «Кабачок „13 стульев“», «А ну-ка, парни!», «Брейн-ринг», «От всей души», «В гостях у сказки», «Золотая рыбка», «Театральные встречи», «Игра всерьёз», «12-й этаж», «Вокзал мечты» и др.
В 1987—1995 гг. работал художником-постановщиком на телестудии «Экран».
Создал школьные музеи: Воинской славы (город Реутов, школа № 2 и школа № 3), Этнографический музей (Реутов, школа № 2), исторический музей-класс (Реутов, школа № 3).
В последние годы преподавал бутафорию в Новой гуманитарной школе, работал художником-декоратором Детского театра-студии Дмитрия Дунаева. Как художник сотрудничал со студией классического балета «Молодой балет Москвы» Курчатовского центра культуры.
Урна с прахом захоронена в колумбарии Донского кладбища.

## Награды и премии
- Серебряная медаль ВДНХ
- Житель блокадного Ленинграда
- Лауреат Каннского кинофестиваля

## Фильмография (художник-постановщик)
- 1986 — Нужные люди
- 1986 — Легенда и быль о Дашковой
- 1988 — Любовь и муки Елены Образцовой
- 1988 — Прости нас, сад
- 1989 — Любовь с привилегиями
- 1989 — Притча о воскрешении
- 1990 — Зверобой
- 1993 — Про бизнесмена Фому
- 1994 — Стратегия победы (15 серий)

## Выставки (живопись)

### Персональные выставки
- 2009 — Москва, выставочный зал «Ходынка».
- 2001 — Москва, галерея «На Нагорной».